# CZ 805 BREN
Das CZ 805 BREN ist ein aus Tschechien stammendes Sturmgewehr des Herstellers Česká zbrojovka Uherský Brod.

## Technik
Das CZ 805 BREN ist ein Gasdrucklader mit kurzem Gaskolbenhub und Drehkopfverschluss. Es existieren zwei Versionen (A1 und A2). Beide sind mit mehreren Picatinny-Schienen und einer einklappbaren Schulterstütze ausgestattet. Die beiden Versionen unterscheiden sich in ihrer Lauflänge, so hat das CZ 805 A1 einen 360 mm langen Lauf, während der Lauf des A2 nur 277 mm lang ist. Alle wichtigen Bedienelemente der Waffe können von rechts oder von links bedient werden. Weitere Merkmale der Waffe sind transparente Magazine, ein zwei-Schuss-Feuerstoß und die Möglichkeit, auch STANAG-Magazine zu verwenden. Es besteht die Möglichkeit, neben den vorgesehenen das Kaliber 6,8 mm Remington SPC später zu integrieren. Die Tschechischen Streitkräfte haben diese Waffe als neue Ordonnanzwaffe ausgewählt. Die Waffe kann mit einem 40-mm-Granatwerfer ausgerüstet werden.

Das CZ BREN 2 ist modular aufgebaut.

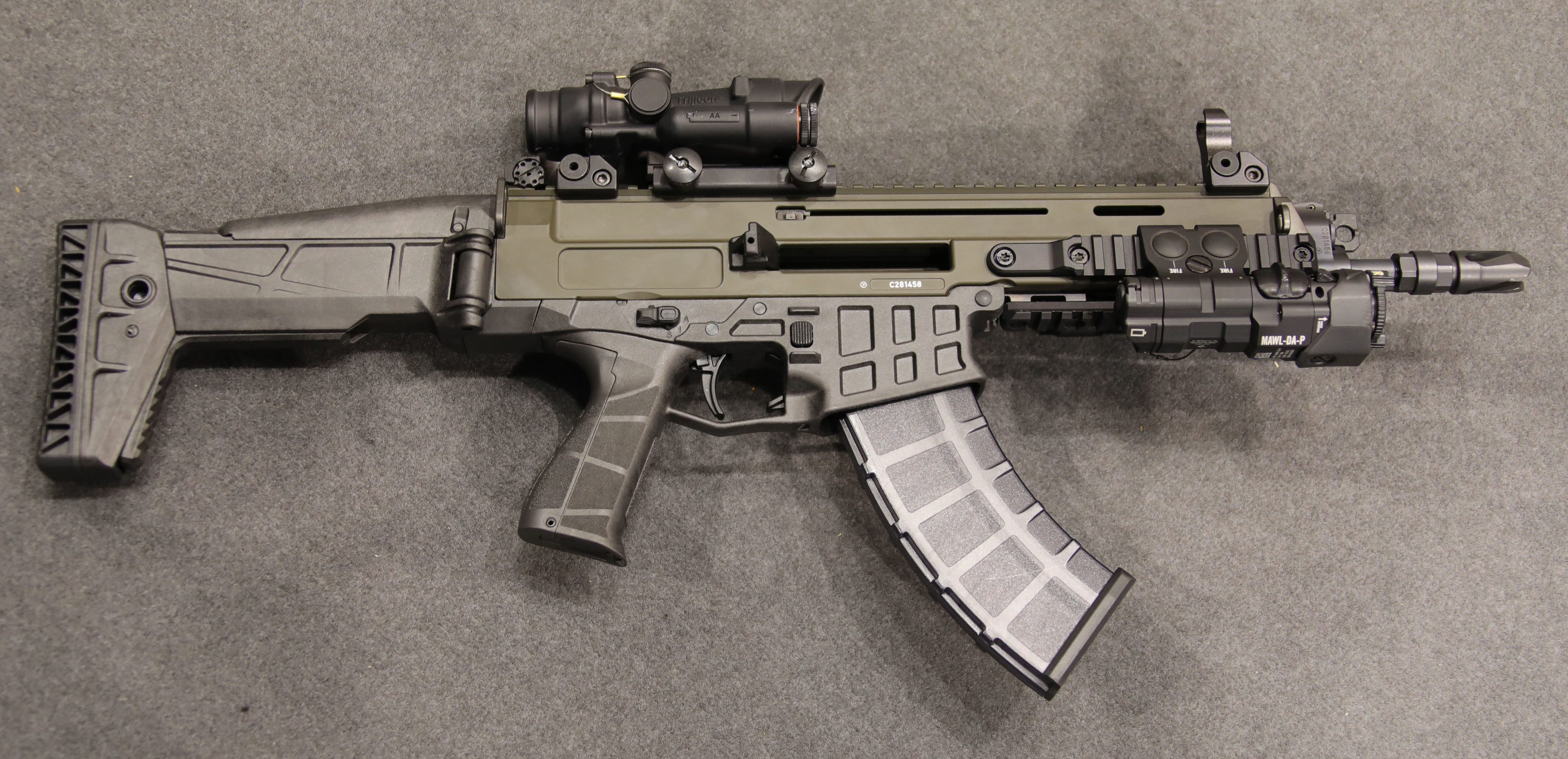
CZ BREN 2 im Kaliber 7,62 × 39 mm
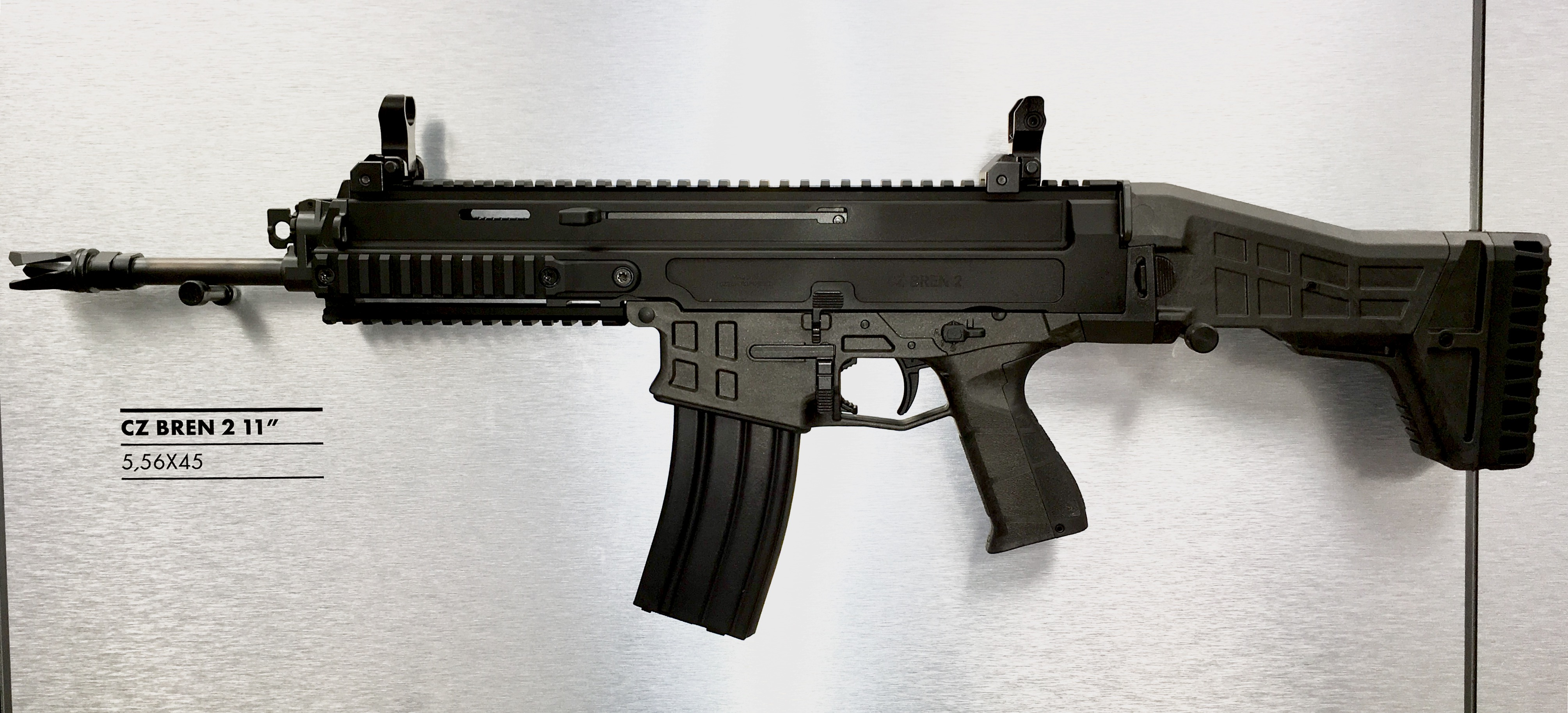
CZ BREN 2 mit 11-Zoll-Lauf
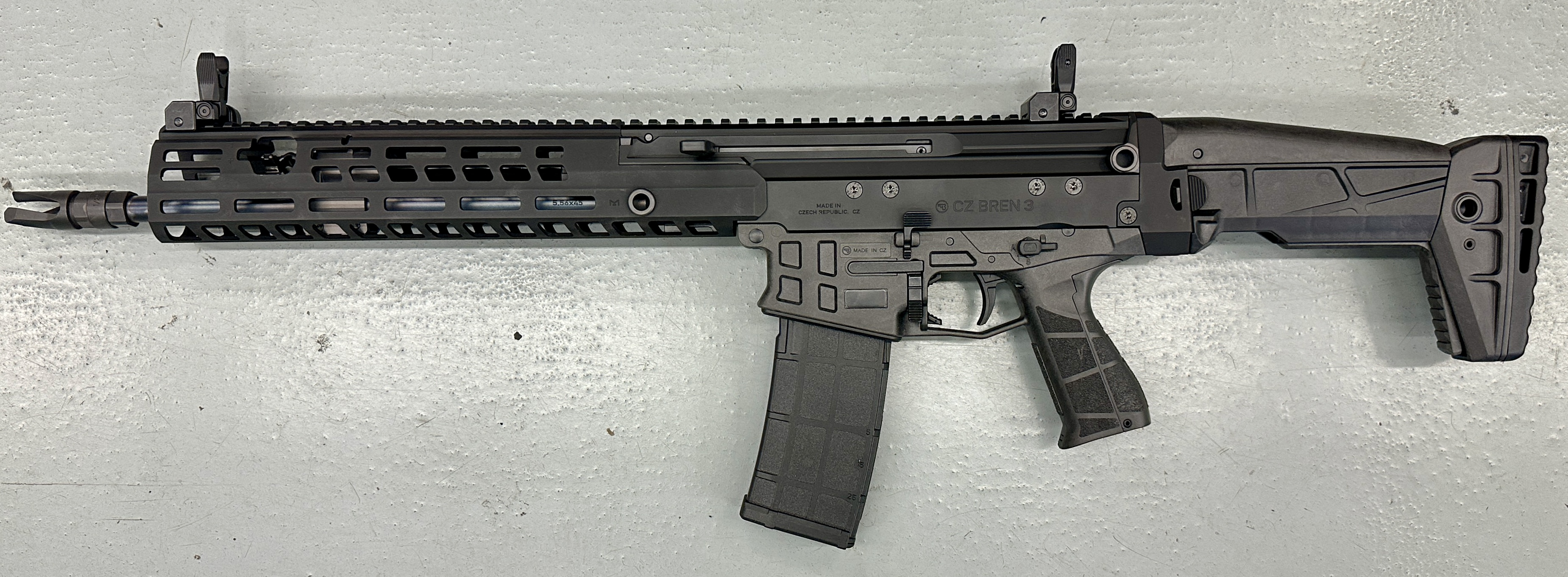
CZ BREN 3 mit 14,5-Zoll-Lauf